# David Clarinval
Pour les articles homonymes, voir Clarinval.
David Clarinval, né le 10 janvier 1976 à Dinant, est un homme politique belge, membre du Mouvement réformateur (MR). Au sein du gouvernement belge, il est ministre et vice-Premier ministre à plusieurs reprises dans les gouvernements Wilmès I et II, De Croo et De Wever. 
En février 2025, il intègre le gouvernement De Wever comme vice-Premier ministre de Belgique, avec l’Emploi, l’Économie et l’Agriculture dans ses compétences.
Il est également bourgmestre en titre de Bièvre.

## Biographie

### Enfance et études
Diplômé en sciences économiques, sociales et politiques à l'Université catholique de Louvain (UCL). À 23 ans, il commence sa carrière en politique en tant qu'attaché parlementaire au groupe MR du Parlement wallon.

### Parcours professionnel
Actif au sein de l'entreprise familiale Clarinval Constructions depuis 2005, il en devient le co-gérant en 2014 avec son frère et sa sœur.

### Parcours politique

#### Bourgmestre de Bièvre
Après les élections communales de 2000 pour lesquelles il crée une liste d'ouverture concurrente à celle de son prédécesseur, David Clarinval devient, le 1er janvier 2001, bourgmestre de Bièvre, à seulement 24 ans. Il est alors le plus jeune bourgmestre de Belgique.
À la suite des élections communales de 2006, David Clarinval entame son second mandat de bourgmestre. Il conserve ensuite le mayorat en 2012 et 2018.

#### Conseiller provincial de Namur
Aux élections provinciales de 2006, il est tête de liste MR pour le district de Dinant-Beauraing-Gedinne et réalise le meilleur score de la circonscription avec 7 105 voix. Il est élu conseiller provincial et devient le chef du groupe MR à Namur. Il démissionne de ses fonctions pour devenir membre de la Chambre des représentants le 21 décembre 2007, les mandats de conseiller provincial et député fédéral étant incompatibles.

#### Député fédéral
Aux élections législatives du 13 juin 2007, il est 1er suppléant sur la liste du MR pour la Province de Namur, qui est emmenée par Sabine Laruelle, ministre de l'Agriculture et des Classes moyennes du gouvernement Verhofstadt II. Lorsque Sabine Laruelle devient ministre de l'Économie, des Indépendants et de l'Agriculture dans le gouvernement Verhofstadt III, David Clarinval la remplace à la Chambre et devient ainsi député fédéral.
David Clarinval se présente en 2010 comme deuxième candidat effectif en Province de Namur, derrière Sabine Laruelle, ministre sortante. Il réalise le troisième score de la liste.
Il est réélu comme député fédéral lors des élections du 25 mai 2014.
Le 31 juillet 2017, David Clarinval devient chef de groupe MR à la Chambre des Représentants, à la suite du départ de Denis Ducarme pour le Gouvernement fédéral (Belgique).
David Clarinval est réélu député fédéral dans sa circonscription de Namur lors des élections fédérales du 26 mai 2019.
Il est réélu député à la Chambre des représentants à la suite des élections législatives fédérales belges de 2024.

#### Ministre fédéral

##### Gouvernement Wilmès I (27 octobre 2019-17 mars 2020)

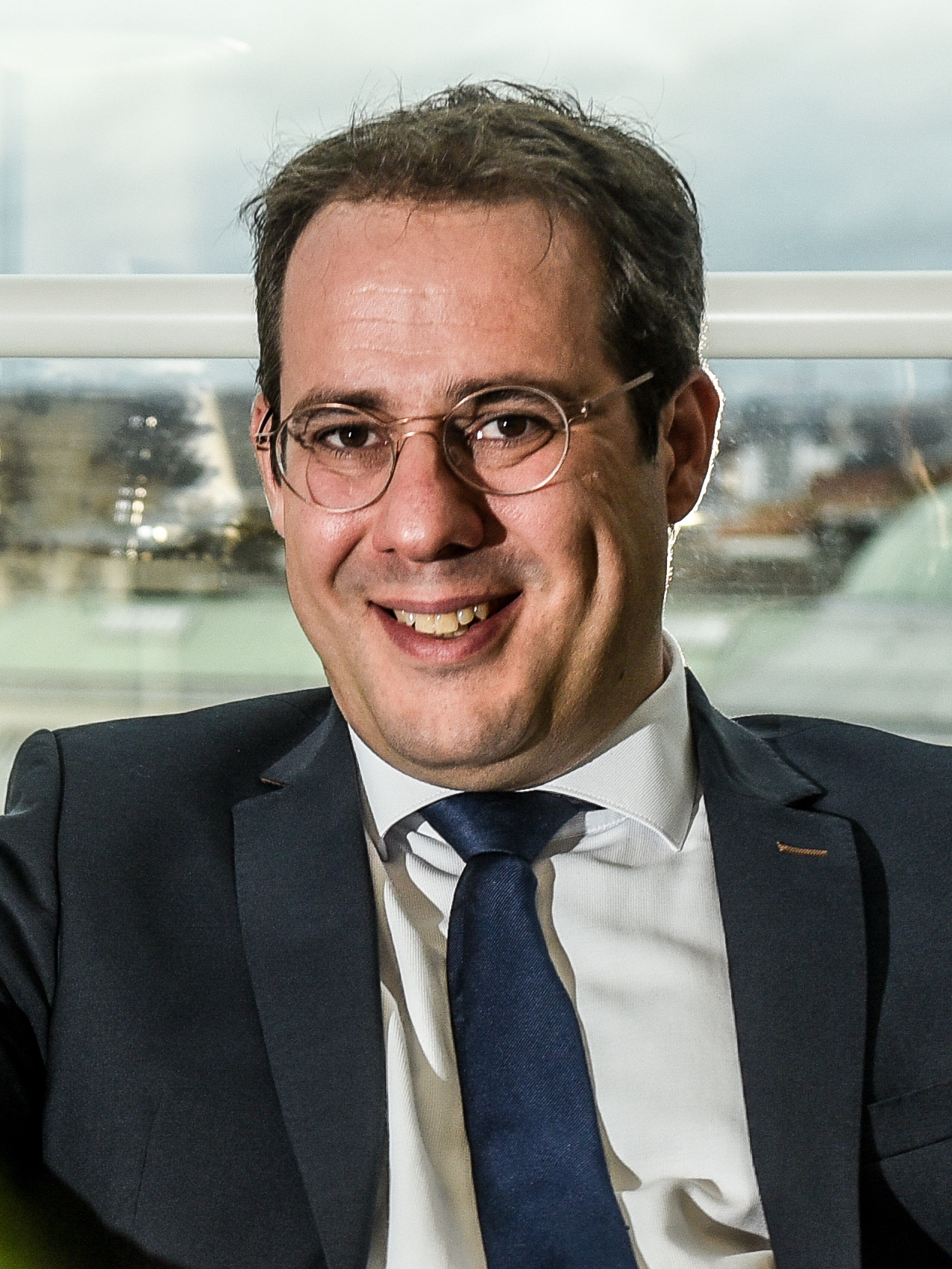
David Clarinval en tant que vice-premier ministre en 2019.

Le 27 octobre 2019, David Clarinval devient ministre fédéral du Budget et de la Fonction publique, chargé de la Loterie nationale et de la Politique scientifique, en replacement de Sophie Wilmès devenue Première ministre.
Le 1er décembre 2019, il devient vice-Premier ministre en remplacement de Didier Reynders. Il devient le premier vice-Premier ministre namurois de l'histoire.

##### Gouvernement Wilmès II (17 mars 2020-30 septembre 2020)
David Clarinval fait partie du gouvernement de crise Wilmès II, mis en place le 17 mars 2020 dans le cadre de la pandémie de Covid-19. Il est nommé avec le soutien de six autres partis alors dans l'opposition et qui acceptent de lui voter la confiance à la Chambre[source secondaire nécessaire].

##### Gouvernement De Croo (1eroctobre 2020-3 février 2025)
David Clarinval fait partie du gouvernement De Croo, comme ministre des Classes moyennes, des Indépendants, des PME, de l'Agriculture, des Réformes institutionnelles & du Renouveau démocratique.
Le 15 juillet 2022, à la suite de la démission de Sophie Wilmès, David Clarinval est nommé vice-Premier Ministre pour le Mouvement Réformateur, il exerçait déjà cette fonction ad interim depuis le 21 avril 2022.
Gouvernement De Wever (3 février 2025 -  )
Le 3 février 2025, il intègre le gouvernement De Wever comme vice-Premier ministre, avec l’Emploi, l’Économie et l’Agriculture dans ses compétences.

## Polémiques

### Accusations de climatoscepticisme
En 2012, à la Chambre des représentants, David Clarinval assure la vice-présidence de la commission Climat. Il est à l'origine de l'audition de deux climatosceptiques belges (le professeur Itsvan Marko, de l'UCL, et Drieu Godefridi),,. Pour ces raisons, David Clarinval est qualifié de « climato-sceptique » par Inter-Environnement Wallonie. Il s'en défend en se définissant plutôt comme un « libre-penseur ».
En 2013, dans une série de tweets, David Clarinval s'oppose à l'expert climatologue Jean-Pascal Van Ypersele en niant le réchauffement climatique et en faisant la promotion d'un livre climato-sceptique,.
En 2019, en tant que chef de groupe MR à la Chambre, il cosigne la proposition de loi Climat élaborée par un collectif d'universitaires. Il est connu pour sa position favorable au nucléaire.
Le 23 juillet 2019, David Clarinval like un retweet de la députée nationale française Emmanuelle Ménard, apparentée au Rassemblement National, estimant que Greta Thunberg « mériterait une fessée », et ce en pleine polémique sur le débat de l'interdiction de la fessée en France. Il finit par retirer son tweet, arguant qu'il ignorait que la députée était liée au RN, et admet que « ce n'est pas très malin ».
En juillet 2024, il fait bloquer des subventions environnementales pourtant déjà approuvées par l'inspection des finances et la secrétaire d'État au Budget. Les subsides concernés portent sur la Convention pour la protection des écosystèmes marins de l'Antarctique, la mise en œuvre du traité sur l'Antarctique et l'initiative mondiale visant à éviter les dommages chimiques. Cette décision concerne également des subventions destinées à des organisations du secteur environnemental tel que Bond Beter Leefmilieu et Canopea. David Clarinval justifie ce blocage par le fait que, à la suite des élections, il reviendra au prochain gouvernement de discuter de ces subventions.
En juillet 2025, il estime qu’il faut mettre « sur pause » certaines politiques climatiques, s’attirant à nouveau de vives critiques.

### Défense de l'utilisation des pesticides
Fin 2020, David Clarinval décide de prolonger l'autorisation d'utilisation sur le territoire belge des insecticides néonicotinoïdes, largement reconnus comme responsables du déclin massif des insectes pollinisateurs comme les abeilles, alors que dans le même temps, des voix s'élèvent pour l'accuser de favoriser au détriment de l'urgence écologique, une industrie sucrière de la betterave qui peine à maintenir ses rendements.
En 2021, l'organisation Pesticide Action Network écrit au Premier ministre pour dénoncer la présence, au sein du cabinet de David Clarinval, d'un ancien lobbyiste des pesticides.
En juillet 2022, lors d'une réunion des ministres de l'Agriculture de l'UE, il exprime certaines réserves quant aux facteurs de pondération choisis pour mesurer la réduction de 50 % des pesticides pour 2030, une des mesures phares du Pacte vert pour l'Europe. Ce faisant, il s'attire les critiques de Zakhia Khattabi, ministre belge de l'environnement, selon laquelle modifier ces pondérations reviendrait, concernant les pesticides chimiques, à « changer le thermomètre, ce qui n'a jamais guéri la maladie ». Selon elle, cela « donnerait automatiquement pour la Belgique une réduction apparente sans qu'il n'y ait de réelle avancée sur le terrain ».
En mars 2023, deux organisations de défense de l'environnement assignent David Clarinval, alors ministre fédéral de l'Agriculture, en justice pour non-respect du règlement sur les pesticides après l'arrêt rendu récemment par la Cour de justice de l'Union européenne.
En septembre 2023, David Clarinval estime qu'il n'y a pas lieu d'interdire le glyphosate car selon lui « vu que l’évaluation scientifique montre qu’un usage sûr de la substance est possible, il n’est pas utile d’appliquer ici le principe de précaution ». Le ministre s'oppose ainsi une nouvelle fois aux écologistes et aux associations de défense de l'environnement.

### Accusation de promotion d'idéologie transphobe
Le 6 août 2024, David Clarinval fait la promotion du livre Transmania sur le réseau social X et félicite ses auteures. Les internautes rappellent alors que l'ouvrage de Dora Mourot et Marguerite Stern, réputées proches de l'extrême droite, a été dénoncé par les associations LGBTQIA pour son idéologie jugée transphobe et que le livre fait l'objet d'une plainte de l'association SOS homophobie,. David Clarinval estime quant à lui que le livre « permet d’avoir une vision plus large sur la question transgenre » et qu'il « pose aussi des questions utiles notamment sur la protection  des mineurs » ,,.

## Publications

### Ouvrages
- Fiasco énergétique. Le gaspillage écologiste des ressources, Co-auteur avec Corentin de Salle[réf. nécessaire]

## Distinction
- Grand officier de l'ordre de Léopold en 2024[37].